# Valentin Areh
Valentin Areh (* 22. August 1971 in Ljubljana) ist ein slowenischer Kriegsreporter und internationaler Korrespondent.
Nach dem Geschichtsstudium wandte sich Areh dem Journalismus zu. Er arbeitete u. a. für den slowenisch-amerikanischen Nachrichtenkanal 24ur, das italienische Italia Uno und für die Nachrichtenagentur Associated Press Television News (APTN). Er war Soldat im Krieg in Slowenien (1991). Er arbeitete während des Krieges in Kroatien und Bosnien und Herzegowina (1991–1995). Danach folgten Stationen auf der arabischen Halbinsel (1995–1998), im Kosovo (1998–1999), in Tschetschenien (2000), in Makedonien (2001), in Afghanistan (2001) und im Irak (2003).

## Werke
- Afghanistan: Geschichten des Kriegskorrespondenten, 2002
- Sadam Husein Al Tikriti, 2004
- Kri v puščavskem pesku (Blut im Wüstensand), 2004